# Dipturus pullopunctatus
Dipturus pullopunctatus is een vissensoort uit de familie van de Rajidae. De wetenschappelijke naam van de soort is voor het eerst geldig gepubliceerd in 1964 door Smith.